# 阿尔隆站
阿尔隆站（法語：Gare d'Arlon）是比利时盧森堡省省会阿爾隆的鐵路車站。